# Finnlandismus
Als Finnlandismus (Finnland plus -ismus) bezeichnet man jede sprachliche Besonderheit in der schwedischen Sprache, die typischerweise in Finnland, nicht aber im gesamten schwedischen Sprachgebiet verwendet wird. Viele, aber nicht alle Finnlandismen sind sogenannte Fennizismen, also sprachliche Ausdrücke, die aus dem Finnischen entlehnt wurden oder zumindest auf Interferenzen mit dem Finnischen zurückgehen.
Einige Beispiele für Finnlandismen sind:
- Lehnübersetzungen, wie
  - finnlandschw. egenläkare ("Hausarzt", von finn. omalääkäri) statt schwed. husläkare oder
  - finnlandschw. handtelefon ("Handy", von finn. käsipuhelin) statt schwed. mobiltelefon.
- Lehnwörter wie
  - finnlandschw. studenthalare ("Studentenoverall", von finn. haalari) statt schwed. studentoverall oder
  - finnlandschw. skvär ("kleiner Platz", über russ. сквер von engl. square) statt schwed. torg.
- der Genitiv nach finnischem Muster: finnlandschw. användarnas anvisningar sieht für Reichsschweden aus wie "Anweisungen der Benutzer", bedeutet aber "Anweisungen für die Benutzer" (schwed. anvisningar för användarna).
- die abweichende Verwendung von Präpositionen, wie
  - finnlandschw. framgå ur något statt schwed. framgå av något ("aus etwas hervorgehen") oder
  - finnlandschw. köpa något från en affär statt schwed. köpa något i en affär ("etwas in einem Laden kaufen").